# Ambient Assisted Living
Ambient Assisted Living (AAL, gelegentlich auch Active Assisted Living) umfasst Methoden, Konzepte, (elektronische) Systeme, Produkte sowie Dienstleistungen, welche das alltägliche Leben älterer und auch behinderter Menschen situationsabhängig und unaufdringlich unterstützen. Im deutschen Sprachgebrauch lässt sich der Begriff am besten mit „Alltagsunterstützende Assistenzlösungen für ein selbstbestimmtes Leben“ übersetzen. Die verwendeten Techniken und Technologien sind nutzerzentriert, also auf den Menschen ausgerichtet und integrieren sich in dessen direktes Lebensumfeld. Die Technik passt sich folgerichtig an die Bedürfnisse des Nutzers an und nicht umgekehrt. Um Kontextinformationen zu teilen, können Technologien im AAL-Umfeld sinnvollerweise modular und vernetzbar aufgebaut sein, um ein pseudointelligentes Verhalten aufzuweisen. Diese Eigenschaft ist jedoch nicht zwingend erforderlich.
Die Gruppe der Anwender solcher Technik ist sehr heterogen. Sie umfasst sowohl gesunde und aktive Ältere, die hauptsächlich Lifestyle-Funktionen zur Steigerung der Lebensqualität verwenden, bis hin zu multimorbiden Menschen, denen ein längeres selbstständiges Leben im häuslichen Umfeld ermöglicht werden soll. Hierbei beschränkt sich die Unterstützung nicht nur auf die direkt Betroffenen, sondern bezieht explizit Pflegepersonal, Ärzte und Familienmitglieder beispielsweise durch erweiterte Kommunikationsmöglichkeiten und erleichterte soziale Interaktion mit ein.

## Motivation und Zielsetzung
Im Wesentlichen wird die zunehmende Entwicklung von AAL-Technologien durch den demographischen Wandel getrieben. AAL-Technik kann dabei helfen, die massiven Kostensteigerungen im Gesundheitswesen mit aufzufangen. Ebenfalls motiviert wird AAL durch den Trend zum Alleinleben und steigende Ansprüche an die Lebensqualität. Durch AAL-Technologien könnten beispielsweise Gehbehinderte oder Demenzkranke länger Selbstständigkeit im Alltag erhalten. AAL-Technologien ermöglichen es zudem, den steigenden Komfort- und Sicherheitsbedürfnissen gerecht zu werden, sowie die Kommunikation und Integration mit dem sozialen Umfeld zu erleichtern.

## Anwendungsbeispiele und Szenarien
Häufig genannte Anwendungsbeispiele liegen im Bereich der Sicherheit, Komfort und Unterhaltung. Dazu zählen unter anderem die automatische Abschaltung des Herdes bei Abwesenheit, Schutzmaßnahmen gegen Einbrüche sowie kontextabhängige Beleuchtungs-, Raumtemperatur- oder Musiksteuerung, welche den Gewohnheiten des Nutzers angepasst sind. Besonders bedeutend für das Ambient Assisted Living ist die Möglichkeit, mit einem Klick auf das Smartphone sämtliche Lampen, Heizungen und andere Elektrogeräte auszuschalten. Auch das Aufstehen kann hilfebedürftigen Menschen erleichtert werden, in dem sich Rollläden automatisch öffnen und die Heizung zu fest definierten Zeiten in Betrieb geht. Die Sicherheit lässt sich verbessern, wenn intelligente Rauchmelder bei Brandverdacht zusätzlich Verwandte oder Nachbarn informieren. Bewegt sich nachts etwas um die Wohnung oder das Haus, wird mit Musik, Licht und Fernsehen simuliert, dass jemand zu Hause ist. Aus der Forschung der Schweizer Denkfabrik iHomeLab stammt der iWalk-Active, ein Rollator, der auch zum Wandern eingesetzt werden kann.
In einem meist selbstlernenden System werden Sensoren vernetzt sowie deren Daten fusioniert und ausgewertet, wodurch beispielsweise Routineaufgaben ausgeführt werden können. Ist der Bewohner gefährdet oder überfordert, bietet das „mitdenkende“ System altersgerechte Hilfestellung an, macht Vorschläge zur Problemlösung, bindet externe Dienstleister (wie Sicherheitsunternehmen oder telemedizinische Zentren) mit ein oder löst sogar eine Notfallmeldung aus.
AAL-Dienstleistungen sind häufig modular aufgebaut. In der Spezifikation VDE-AR-E 2757-2 Service Wohnen zu Hause – Anforderungen an Anbieter kombinierter Dienstleistungen ist ein Beispiel der telemedizinischen Vitalwertüberwachung kombiniert mit der Vermittlung wohnungsnaher Dienstleistungen beschrieben.

## Problematiken und Herausforderungen
Problematisch ist, dass es noch keine überall anerkannten Standards gibt bzw. deren Interoperabilität nicht gewährleistet ist. Um das Problem der unterschiedlichen Standards zu umgehen, kommen häufig unterschiedliche Gateways zum Einsatz. Ein populärer Ansatz zur Harmonisierung einer offenen Gateway-Plattform ist OSGi. Grundsätzlich ist auch absehbar, dass bei der Ausgestaltung der entsprechenden Gateway-Plattformen eine Harmonisierung mit ähnlichen Anstrengungen im Rahmen der Entwicklung von Smart Home und auch Smart Grids nötig ist.
Eine wesentliche Erleichterung, Funktionen im vernetzten Zuhause zu steuern, stellt die Sprachsteuerung dar. Im Herbst 2016 hat beispielsweise Amazon mit seiner Sprachassistentin Alexa die Partnerschaft mit vielen Smart Home-Systemen wie zum Beispiel Qivicon oder Innogy (ehemals RWE) angekündigt. Bei Qivicon haben Nutzer "die Möglichkeit, so genannte „Situationen“ ein- und auszuschalten. Situationen sind vom Nutzer festgelegte Einstellungen für sein Zuhause, die seinen Gewohnheiten entsprechen und daher regelmäßig automatisch ausgeführt werden. So kann er beispielsweise festlegen, dass für die Situation „Ab ins Bett“ das Licht im Wohnzimmer ausgeschaltet und im Flur gedimmt, die Heizungstemperatur abgesenkt und die Rollläden heruntergelassen werden. Von diesen Situationen können die Nutzer beliebig viele anlegen. Sprachbefehle wie „Alexa, sage meinem Zuhause, dass es die Situation ab ins Bett einschaltet“ steuern dann alle gewünschten Funktionen – auch wenn gerade kein Smartphone oder Tablet zur Hand ist.".

## Akzeptanz und Kritik
Da AAL-Systeme selbsttätig im Auftrag des Nutzers agieren, wirft dies (auch juristisch) Fragen zur informationellen Selbstbestimmung auf, beispielsweise zum Schutz personenbezogener Daten. Entscheidend für Akzeptanz und Markterfolg solcher Systeme wird deshalb die verantwortungsvolle Abwägung zwischen technisch möglichen Assistenzfunktionen einerseits und der hierfür nötigen Überwachung und Datenübermittlung andererseits sein. Bei Systemen, die im Alltag unterstützen gilt: „Neue Geräte und Alltagsroutinen müssen eingeübt werden. Je früher man damit anfängt, desto besser“. Langfristig soll die Akzeptanz derartiger adaptiver Systeme so hoch sein, dass sie sich wie selbstverständlich in den Alltag der Menschen integrieren (ein Beispiel für eine solche Entwicklung aus dem Automobilbereich wäre ABS).
Neben Technik und Datenschutz spielen bei der Akzeptanz der Technologien des Ambient Assisted Living auch soziale Aspekte eine Rolle. Fragen der Akzeptanz, Vermittlung und Beratung sind in den vergangenen Jahren ins Zentrum der sogenannten Mensch-Technik-Interaktion im demografischen Wandel (MTIDW) gerückt. Deshalb fördert das Bundesministerium für Bildung und Forschung seit 2014 u. a. Kommunale Beratungsstellen „Besser leben im Alter durch Technik“.

## Einordnung in weitere Forschungsgebiete
Basis für AAL-Technologien sind Fortschritte in der Mikrosystemtechnik, die u. a. dazu führten, dass Sensoren und Aktoren in ihrer Größe so reduziert werden konnten, dass sie in die Umgebung integriert werden konnten. Des Weiteren ist AAL eine Anwendungsdomäne des seit Anfang der 90er Jahre heiß diskutierten technischen Paradigmas einer Ambient Intelligence (dt. Umgebungsintelligenz), die sich wiederum als europäischer Gegenentwurf zum eher hardwareorientierten Ubiquitous Computing (dt. Rechnerallgegenwart) versteht. Eng verwandt hiermit ist das Intelligente Wohnen (engl. „Smart Living“), wobei hier die Vernetzung und Automation von Hausgeräten im Vordergrund steht und weniger die Assistenzfunktionen eines adaptiven Gesamtsystems.
Informationstechnische Basis von AAL ist die Automatisierung maschinellen Verhaltens durch Künstliche Intelligenz. Medizinische Anwendungs-Szenarien für AAL stehen in enger thematischer Verbindung zum Telemonitoring.

## Akteure
2004 hatte das Bundesministerium für Bildung und Forschung (BMBF) zusammen mit VDI/VDE Innovation + Technik GmbH und weiteren europäischen Partnern eine „Strategic Support Action (SSA)“ im 6. Rahmenprogramm der EU gestartet, mit dem Ziel, ein europäisches Förderungsprogramm zum damals neuen Thema AAL vorzubereiten. Der Begriff wurde erstmals von Hartmut Strese in einem Non-Paper (19. Dezember 2002) für das BMBF geprägt (s. J.C. Augusto, M. Huch et al.).
Eine Vielzahl von Forschungsinstituten, Hochschulen, Unternehmen und Gremien forscht und arbeitet an AAL-Lösungen. Eine Übersicht bietet der Verband der Elektrotechnik, Elektronik und Informationstechnik (VDE) in Form von „Steckbriefen“ auf seiner Internetseite (siehe Weblink weiter unten). Im Rahmen einer vom Bundesministerium für Bildung und Forschung (BMBF) initiierten und geförderten „Innovationspartnerschaft“ zu AAL arbeitet seit Mitte 2008 ein „Think Tank“ mit mehreren Arbeitskreisen u. a. an Marktanalysen und Geschäftsmodellen sowie den Herausforderungen für eine erfolgreiche Innovationskommunikation für AAL in Deutschland.
Nach mehrjähriger Vorbereitung ist im Sommer 2008 das Ambient Assisted Living Joint Programme (AAL JP) gestartet. Träger des AAL JP ist die von den Vertretern der 23 teilnehmenden Partnerstaaten gegründete AAL Association in Brüssel. Deutschland wird durch das BMBF vertreten. Jährlich sollen bis zu zwei thematisch fokussierte Ausschreibungen (Calls) veröffentlicht werden. Der 1. Call mit dem Titel „ICT based solutions for Prevention and Management of Chronic Conditions of Elderly People“ wurde 2008 erfolgreich durchgeführt. 2009 folgte Call 2 „ICT based solutions for Advancement of Social Interaction of Elderly People“, 2010 Call 3 „ICT-based Solutions for Advancement of Older Persons’ Independence and Participation in the Self-Serve Society“ und 2011 Call 4 „ICT based solutions for Advancement of Older Persons’ Mobility“. Insgesamt werden über 100 Forschungsvorhaben unterstützt.
An der FH St. Pölten in Österreich wurde im Zusammenhang mit AAL ein Projekt initiiert, um Möglichkeiten zu untersuchen, mittels digitaler Interaktion die soziale Isolation älterer Menschen zu verringern. Sein Nachfolgeprojekt umfasste eine Spiele-, Informations- und Kommunikationsplattform für die soziale Einbindung älterer Menschen durch (Online-)Gespräche und Spiele. Das Folgeprojekt UmBrello – Digitale.Dorf.Dienste untersucht Möglichkeiten, die Nutzung dieser Plattform auf weitere Anwendungen wie Beratungen oder Einkaufen auszudehnen. Sie soll es zudem Pflegekräften, sozialen Diensten und Angehörigen erleichtern, mit den älteren Menschen Kontakt aufzunehmen. Die Projektinitiatoren äußerten ihr Bedauern darüber, dass die Plattform noch nicht auf dem Markt ist (Stand: September 2020), vor allem angesichts der COVID-19-Pandemie.

## AAL in der Literatur
Bereits in seinem Roman Lokaltermin von 1982 beschreibt Stanisław Lem das Leben auf dem fernen Planeten Entia in einem Staat nach dem Vorbild der westlichen Demokratien in der Zeit des Kalten Krieges, ergänzt um das Konzept einer in die Umwelt verlagerten alles überwachenden und alle Ansätze von Unkontrolliertem entgegenwirkenden Intelligenz in Form der sogenannten Gripser – molekulare Aktoren, gespeist aus der Energie der Planetenrotation, die moralisch-ethischen sowie juristischen Gesetzen zur Wirksamkeit von Naturgesetzen verhelfen – effektiv eine hoch entwickelte Form des AAL.

## Anwendung in der Arbeitswelt
Im Bereich der Arbeitswelt wird analog zu Ambient Assisted Living auch von Ambient Assisted Working gesprochen.